# Xiadao
Xiadao är en köping i sydöstra Kina. Den ligger i stadsdistriktet Yanping i staden Nanping i provinsen Fujian, omkring 120 kilometer nordväst om provinshuvudstaden Fuzhou. Antalet invånare är 27 558. Befolkningen består av 13 097 kvinnor och 14 461 män. Barn under 15 år utgör 17,0 %, vuxna 15-64 år 72 %, och äldre över 65 år 9,0 %.